# Guvernul Gheorghe Tătărăscu (4)
Guvernul Gheorghe Tătărăscu (4) a fost un consiliu de miniștri care a guvernat România în perioada 17 noiembrie - 28 decembrie 1937.

## Componența
- Președintele Consiliului de Miniștri

Gheorghe Tătărăscu (17 noiembrie - 28 decembrie 1937)
- Ministru de interne

Richard Franasovici (17 noiembrie - 28 decembrie 1937)
- Ministrul de externe

Victor Antonescu (17 noiembrie - 28 decembrie 1937)
- Ministrul finanțelor

Mircea Cancicov (17 noiembrie - 28 decembrie 1937)
- Ministrul justiției

Vasile P. Sassu (17 noiembrie - 28 decembrie 1937)
- Ministrul apărării naționale

General Constantin Ilasievici (17 noiembrie - 28 decembrie 1937)
- Ministrul aerului și marinei

Radu Irimescu (17 noiembrie - 28 decembrie 1937)
- Ministrul agriculturii și domeniilor

Gheorghe Ionescu-Sisești (17 noiembrie - 28 decembrie 1937)
- Ministrul industriei și comerțului

Ion Bujoiu (17 noiembrie - 28 decembrie 1937)
- Ministrul lucrărilor publice și comunicațiilor

Ion Inculeț (17 noiembrie - 28 decembrie 1937)
- Ministrul educației naționale

Constantin Angelescu (17 noiembrie - 28 decembrie 1937)
- Ministrul cultelor și artelor

Victor Iamandi (17 noiembrie - 28 decembrie 1937)
- Ministrul muncii

Ion Nistor (17 noiembrie - 28 decembrie 1937)
- Ministrul sănătății și ocrotirii sociale

Dr. Ion Costinescu (17 noiembrie - 28 decembrie 1937)
- Ministrul cooperației

Mihail Negură (17 noiembrie - 28 decembrie 1937)
- Ministru de stat

Valeriu Pop (17 noiembrie - 28 decembrie 1937)
- Ministru de stat

Ion Manolescu-Strunga (17 noiembrie - 28 decembrie 1937)

## Sursa
- Stelian Neagoe - "Istoria guvernelor României de la începuturi - 1859 până în zilele noastre - 1995" (Ed. Machiavelli, București, 1995)

| Precedat(ă) de: Guvernul Gheorghe Tătărăscu (3) | Guvernul Gheorghe Tătărăscu (4) 17 noiembrie - 28 decembrie 1937 | Succedat(ă) de: Guvernul Octavian Goga |